# Skåddåivejaure
Skåddåivejaure är en sjö i Gällivare kommun i Lappland och ingår i Luleälvens huvudavrinningsområde. Sjön har en area på 0,396 kvadratkilometer och ligger 1 025,1 meter över havet.

## Delavrinningsområde
Skåddåivejaure ingår i det delavrinningsområde (754591-156963) som SMHI kallar för Utloppet av Sitasjaure. Medelhöjden är 794 meter över havet och ytan är 291,5 kvadratkilometer. Räknas de 26 avrinningsområdena uppströms in blir den ackumulerade arean 974,99 kvadratkilometer. Vietasätno (Suntekårtje) som avvattnar avrinningsområdet har biflödesordning 2, vilket innebär att vattnet flödar genom totalt 2 vattendrag innan det når havet efter 371 kilometer. Avrinningsområdet består mestadels av kalfjäll (68 procent). Avrinningsområdet har 75,03 kvadratkilometer vattenytor vilket ger det en sjöprocent på 25,7 procent. Delavrinningsområdet täcks till 1,48 procent av glaciärer, med en yta av 4,3069 kvadratkilometer.